# Panzer-Division Clausewitz
La Panzer-Division Clausewitz (divisione corazzata "Clausewitz") fu l'ultima formazione corazzata tedesca a essere creata durante la seconda guerra mondiale. Nata nell'aprile 1945, quando cessò di esistere, circa tre settimane dopo, i suoi organici non erano ancora completi.

## Storia
| Luogo              | Periodo     |
| Germania orientale | aprile 1945 |

### Formazione
Nell'aprile 1945 il Generalleutnant Martin Unrein venne richiamato dal fronte orientale e nominato comandante della Panzer-Division Clausewitz in via di formazione (sarà anche l'unico a ricoprire tale ruolo). Gli ordini erano di allestire il prima possibile una formazione combattente nella città di Schleswig, ma il 5 aprile l'OKW (l'alto comando della Wehrmacht) cambiò idea e disse di impostare la divisione nell'area di Lauenburg, trasferendo altresì l'unità di Unrein sotto il controllo della 12ª armata. Vennero fatti affluire uomini dalla Großdeutschland e dalla 233. Panzer-Division; mezzi corazzati e di altro tipo arrivarono da una scuola militare vicino a Lubecca e dalla Panzer-Division Feldherrnhalle; artiglieria, truppe di supporto e antiaeree giunsero dal gruppo di armate "Blumentritt"; dalla Panzer-Division Holstein provennero invece gli elementi che formarono il comando e il battaglione comunicazioni.
Non vennero assegnati i numeri alle unità in via di allestimento, perché l'OKH (alto comando dell'esercito) intendeva farlo in un secondo momento. Nonostante l'eterogeneità dei soldati, questi erano quasi tutti veterani del fronte, spesso fatti ritornare da periodi di convalescenza, inoltre i carristi, essendo ex membri di una scuola di addestramento, erano degli esperti nel loro campo. In ben altra situazione versavano invece i carri armati e le relative munizioni, entrambi mal funzionanti, pertanto si dovettero far arrivare alcuni Panzer III, Panzer IV e Panzer V Panther. Nessun cannone era adatto per il tiro di artiglieria. Grave anche la mancanza di mezzi, che in complesso raggiunsero solo il 20% della forza nominale di cui in teoria avrebbe goduto una divisione. Scarsi anche i rifornimenti.

### In combattimento
Il 10 o 11 aprile il generale Unrein fu raggiunto dall'ordine di spostare la divisione Clausewitz, di cui doveva essere completato velocemente l'organico, a nord di Uelzen, sotto il gruppo d'armate Blumentritt, inizialmente con il compito di restare in riserva, pronta a entrare in prima linea se le truppe britanniche avessero sfondato le difese a sud di Uelzen (dove tra l'altro stava il comando della Clausewitz, a Emmendorf) nell'ambito di un attacco in direzione dell'Elba. I soldati arrivarono a destinazione via treno lo stesso giorno, ma data la situazione critica a essi vennero aggregati circa 20 carri armati, 10 cannoni e un battaglione da ricognizione già presenti nell'area, e la Clausewitz dovette schierarsi in postazione di combattimento a sud di Uelzen.
Il 12 aprile arrivò l'attacco dell'esercito britannico, respinto. Il giorno dopo, il 13 aprile, la divisione, eccezion fatta per due battaglioni panzergrenadier e dieci cannoni, lasciò il comando delle operazioni a una divisione di fanteria e si ritirò nelle retrovie, entrando in seno al XXXIX corpo d'armata corazzato. Hitler in persona spedì a quest'ultima unità gli ordini da seguire: spingersi a sud verso Helmstedt aggirando i fianchi delle unità angloamericane e stabilire contatti con la 11ª armata impegnata nell'Harz; se venivano avvistati reparti nemici spingersi verso est oltre l'Elba, la Clausewitz avrebbe dovuto allora contrattaccare verso ovest.
Unreim decise, con il consenso del corpo d'armata ma solo dopo aver completato i quadri della Clausewitz, di spostare il fronte che andava da Wittingen a Salzwedel verso Fallersleben e l'Harz, e per far questo allestì, nel tempo, quattro Kampfgruppe: il primo e il secondo vennero inseriti a nord del canale Weser-Elba, il terzo doveva attraversare il canale e il quarto resisteva a sud di Rätzingen contro unità americane. All'OKW non piacque la proposta di aspettare fino al 17 o 18 aprile, e ordinò di procedere immediatamente con il piano d'azione. Prima di procedere verso sud, tuttavia, il XXXIX corpo d'armata chiese a Unreim di attaccare i britannici a Holdenstedt che stavano minacciando i fianchi del fronte. Nella notte del 14 aprile Unreim distaccò a questo scopo circa 100 veicoli, tra cui una ventina di carri e dieci semoventi d'artiglieria, che distrussero le postazioni nemiche mettendo fuori uso circa 40 carri. Fermati gli attacchi britannici, il gruppo si rifornì in tutta fretta per continuare l'avanzata verso sud toccando, il 15 aprile, Borgentreich, Schmolau e Reddigau. Il 16 aprile il Kampfgruppe I della Clausewitz arrivò a Gifhorn e Salzwedel, dove distrusse alcune avanguardie nemiche, quindi aspettò rinforzi (Kampfgruppe II) che arrivarono in giornata ma che non l'aiutarono a procedere rapidamente oltre il canale Weser-Elba, essendo la zona fittamente presidiata da piccoli gruppi angloamericani. Il 18 aprile vennero persi tutti i contatti col Kampfgruppe.
Lo stesso 18 aprile venne mandato avanti un terzo Kampfgruppe formato nella teoria da 12 tra carri armati e semoventi d'assalto, una compagnia da ricognizione, due battaglioni panzergrenadier, due battaglioni di antiaerea leggera e un battaglione di antiaerea pesante, e uomini addetti alle comunicazioni e facenti parte dei quartier generali della divisione Clausewitz e del XXXIX corpo d'armata. Gli inglesi bloccarono però a Schlieckau i due battaglioni panzergrenadier che vennero così riprogrammati come quarto Kampfgruppe con lo scopo di avanzare verso Brome e Fallersleben a partire dalla sera del 19 aprile. In aggiunta, sempre a causa del fuoco britannico, neanche le artiglierie antiaeree riuscirono a raggiungere il punto d'incontro del terzo Kampfgruppe. L'OKW premette per prendere in mano la situazione, così il generale Unrein indirizzò il terzo Kampfgruppe (forte quindi di 10-15 tra carri armati e semoventi d'artiglieria, mezzo battaglione da ricognizione, una compagnia del genio e 1/3 di un battaglione comunicazioni) alla volta dei boschi situati 15 km a sud di Wittingen. Durante il viaggio la formazione si divise e alcuni carri andarono distrutti a Haselhorst per opera dei cannoni anticarro statunitensi, ma il generale Unrein riuscì a raggruppare la maggior parte dei soldati a sud di Lindhof.
I giorni seguenti furono i più duri per i sopravvissuti della divisione Clausewitz. Verso le 8:00 del 19 aprile gli statunitensi aprirono il fuoco con la loro artiglieria colpendo in poco tempo uomini e mezzi. Altri elementi si persero e caddero prigionieri, e l'aviazione statunitense colpì l'ormai esile Kampfgruppe III per tutto il giorno. La marcia proseguì anche il 20 aprile e durante la notte Unrein ordinò di impossessarsi di un ponte per raggiungere Fallersleben. Vennero persi due carri armati e alcuni veicoli, ma l'attacco ebbe successo e la colonna tedesca si stabilì nella cittadina, perdendo però altri due carri. Unrein, con cinque veicoli, raggiunse la zona meridionale di Abbenrode, ma il resto della sua unità, senza carburante e pesantemente colpita dall'artiglieria nemica, rimase bloccato a Fallersleben e Bornum e non riuscì più a riprenderne i contatti (i soldati si arresero quello stesso 21 aprile).
Nel pomeriggio gli americani individuarono il piccolo gruppo di Unrein (10 ufficiali e una sessantina di soldati) e gli intimarono di consegnarsi entro il calar della notte, ma l'ormai ex comandante della divisione corazzata Clausewitz divise i suoi uomini in dieci piccoli gruppi a cui ordinò di raggiungere la 12ª armata, situata a est dell'Elba. Unrein proseguì a piedi e in bicicletta fino al 24 aprile, quando venne catturato da un'unità esplorante dell'esercito statunitense a Roxförde.

## Ordine di battaglia
- Stab (quartier generale)
- Panzer Brigade 106 (106ª brigata corazzata)
- 42. Panzergrenadier-Regiment (42º reggimento panzergrenadier)
- 144. Panzer-Artillerie-Abteilung (mot) (144º reggimento artiglieria corazzata motorizzato)
- Panzer-Aufklärungs-Abteilung Doring (battaglione da ricognizione "Doring")
- Panzer-Pionier-Bataillon (battaglione corazzato del genio militare)
- Panzerjäger-Abteilung Großdeutschland (battaglione anticarro "Großdeutschland")
- Panzer-Nachrichten-Kompanie (compagnia comunicazioni corazzata)
- Panzer-Werkstatt-Kompanie
- Panzer-Versorgungstruppen (unità di supporto)

## Decorazioni
Solo tre soldati di questa divisione ricevettero una decorazione militare, la Croce di Cavaliere della Croce di Ferro, anche se due casi non sono confermati. I soldati erano Friedrich Anding, sottotenente, Johann-Nepomuk Stützle, caporal maggiore, e Gustav Walle, maggiore. I casi non confermati sono gli ultimi due.